# Anders Magnevill
Anders Magnevill född 6 oktober 1849, död 1929, präst, prost, kyrkoherde, kontraktsprost.
Anders Magnevill var från Bjursås utanför Falun. Han hette egentligen Ersson men tog sig namnet Magnevill, när han blev präst, efter den gård där han var uppvuxen. Gården hette Storgården eller Magna Villa på latin. 
Magnevill var bland annat kyrkoherde i Silvberg mellan åren 1881–1894 och i Grangärde mellan åren 1893–1929. Han har gett ut en mindre samling teologiska och profana skrifter samt även upptecknat Bjursåsmålets ordförråd år 1913. Den kom ut i serien Svenska landsmål och svenskt folkliv 1914 bd 10. Ett annat arbete som blivit uppmärksammat är Grangärde församlings minnesbok, del 1 och 2 år som utkom 1907.
Det berättas att kyrkoherde Magnevill skänkte en fiol till Dan Andersson när denne åkte till Amerika. Vid tullen i New York krävdes Dan på tullavgift för fiolen men han slapp då han förklarade att han hellre slog sönder den än betalade. Han var även initiativtagare till att bilda Grangärde Hembygdsförening. Det påstås att han var både hatad, fruktad och respekterad.